# Psathyrella atrolaminata
Psathyrella atrolaminata är en svampart som beskrevs av Kits van Wav. 1981. Psathyrella atrolaminata ingår i släktet Psathyrella och familjen Psathyrellaceae.   Inga underarter finns listade i Catalogue of Life.